# Elachiptereicus japonicus
Elachiptereicus japonicus är en tvåvingeart som beskrevs av Kanmiya 1987. Elachiptereicus japonicus ingår i släktet Elachiptereicus och familjen fritflugor. Inga underarter finns listade i Catalogue of Life.